# Lyonesse
Lyonesse ist ein legendäres Land in der britischen Mythologie.

## Lage
Oft wird es mit Leonais in der Bretagne oder auch Lothian in Schottland (altfranzösisch Loenois) gleichgesetzt. In der kornischen Folklore ist die Rede von einem Land, das sich angeblich einst über die Mount’s Bay erstreckte und sich nach Süden und Westen um Land’s End bis zu den heutigen Scilly-Inseln ausdehnte.
Vertreter des russischen Instituts für Meta-Geschichte suchten im Jahr 1997 Atlantis auf der gegenüberliegenden, also südwestlichen Seite der Scilly-Inseln.

## Flutkatastrophe
Lyonesse gilt auch als die Heimat des Ritters Tristan. Laut einer Sage soll das Land irgendwann im 5. Jahrhundert vom Meer verschlungen worden sein. Häuser und Menschen sollen von einer mächtigen Flut mitgerissen worden sein. In einigen Legenden ist die Rede davon, dass Merlin die Flut verursacht habe, um Mordreds Armee aufzuhalten, als er gegen Artus in den Kampf zog. Zu den wenigen Überlebenden des Untergangs soll ein Mann namens Trevilian gezählt haben. Dieser soll die Flut vorhergesehen haben, einen Schimmel bestiegen und knapp vor der Flut davongeritten sein. Mit Mühe und Not habe er eine Höhle bei Marazion erreicht und die Katastrophe aus sicherer Entfernung beobachtet. Auch heute verwenden mehrere Familien in Cornwall bis heute ein Wappen, auf denen ein weißes Pferd und das Meer abgebildet sind.
Vom Seven Stones-Riff vor Land’s End heißt es, es markiere den Ort, wo sich einst eine der untergegangenen Städte, die City of Lions, befunden habe. Fischer berichteten häufig davon, dass sie Teile von Mauerwerk und Glasscheiben in ihren Netzen an die Oberfläche zogen. Bei rauem Wetter könne man sogar die Kirchenglocken von Lyonesse unter Wasser läuten hören.
Bis heute existieren keine sicheren Beweise für die Existenz von Lyonesse. Es gilt zwar als relativ unwahrscheinlich, dass an dieser Stelle ein Land namens Lyonesse im Meer versunken ist, es gab jedoch während des Mittelalters diverse Absenkungen von Land unter den Meeresspiegel. Es heißt in der Legende, St. Michael’s Mount habe den höchsten Punkt des Landes markiert. Um St. Michael’s Mount soll es einen großen Wald gegeben haben. Daher leitet sich auch der Name „Michael’s Mount“ ab, der in etwa „alter Felsen im Wald“ bedeutet. Forscher haben auf dem Meeresgrund um den St. Michael’s Mount Überreste eines alten Waldes gefunden, der einmal über der Wasseroberfläche gelegen haben muss. Es gilt als bewiesen, dass in der Region, in der Lyonesse vermutet wird, sich Land absenkte.

## Rezeption des Lyonesse-Mythos
Der Fantasyautor Jack Vance hat der sagenhaften Insel in seiner Lyonesse-Trilogie ein Denkmal gesetzt.

## Film
- Der 1. Ritter mit Sean Connery, Richard Gere, …
- Stadt im Meer (1964)